# Оривцьове (заказник)
Ори́вцьове — гідрологічний заказник місцевого значення в Україні. Розташований у межах Височанської громади Ніжинського району Чернігівської області, на північний захід від села Галайбине. 
Площа 12 га. Статус присвоєно згідно з рішенням Чернігівського облвиконкому від 27.12.1984 року № 454; від 28.08.1989 року № 164. Перебуває у віданні ДП «Борзнянське лісове господарство» (Борзнянське л-во, кв. 18, 19, 28-31, 37). 
Статус присвоєно для збереження лучно-болотного природного комплексу, розташованого серед лісового масиву, в деревостані якого переважають осика і вільха; до південної частини заказника прилягає діброва з високопродуктивними насадженнями дуба. 
Екосистема заказника являє собою низинне болото у заплаві річки Десна, де у рослинному покриві домінує очерет звичайний. Заказник має важливе значення як регулятор водного режиму прилеглих територій.